# Vegacervera
Vegacervera es un municipio y localidad española de la provincia de León, en la comunidad autónoma de Castilla y León.

## Demografía
Cuenta con una población de 258 habitantes (INE 2024).
Evolución de la población
| Gráfica de evolución demográfica de Vegacervera entre 1842 y 2021                                                     |
| |
| Población de derecho según los censos de población del INE. Población de hecho según los censos de población del INE. |

Distribución de la población
Las entidades de población que componen el término municipal de Vegacervera son las siguientes:
| Entidad de Población             | Coordenadas                               | Pob. (2012) |
| -------------------------------- | ----------------------------------------- | ----------- |
| Vegacervera                      | 42°53′10″N 5°32′05″O / 42.88611, -5.53472 | 129         |
| Coladilla                        | 42°53′04″N 5°33′29″O / 42.88444, -5.55806 | 59          |
| Valporquero de Torío             | 42°54′34″N 5°33′51″O / 42.90944, -5.56417 | 33          |
| Valle de Vegacervera             | 42°53′27″N 5°34′53″O / 42.89083, -5.58139 | 68          |
| Villar del Puerto                | 42°53′27″N 5°36′03″O / 42.89083, -5.60083 | 25          |
| Total                            |                                           | 314         |
| Fuente: INE, 2012 y Google Earth |                                           |             |

## Véase también

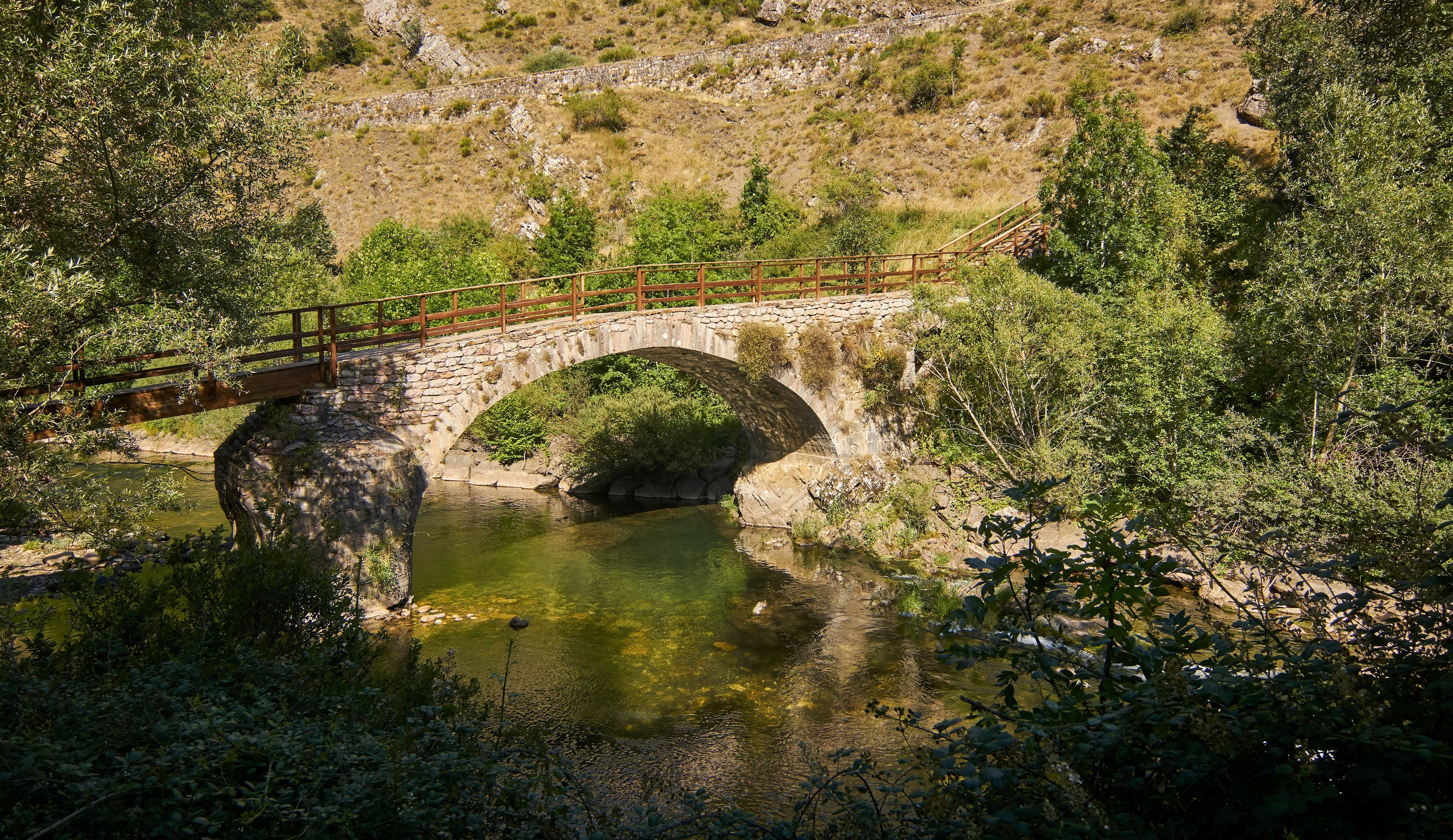
Puente de Vegacervera